# 科林托 (尼加拉瓜)
科林托（西班牙語：Corinto）是尼加拉瓜的城鎮，位於該國西北部太平洋沿岸，由奇南德加省負責管轄，始建於1858年，面積71平方公里，海拔高度2米，2005年人口16,624，人口密度每平方公里234.14人。

## 经济
科林托是尼加拉瓜的一个铁路总站，亦是尼加拉瓜最大，也是唯一一个进出口货物的太平洋港口。该城市有自己的集装箱码头，能够运输各种货物：液体，散装，集装箱，汽车等。

## 英国占领科林托
由于尼加拉瓜拒绝支付因占领蚊子海岸地区而产生的赔款，英国于1895年4月27日占领了科林托。但不久后尼加拉瓜政府支付了赔款，英军随即撤离。

## 美国干预
1896年5月2日，美军在科林托登陆，以保护美国在尼加拉瓜政治骚乱中的利益。
1922年1月25日，美国海军派出加尔维斯顿号航空母舰运送了一支海军陆战队于科林托登陆，以此加强其在馬拿瓜地区的军事力量。
20世纪80年代，为支持康特拉反对桑地諾民族解放陣線，美军于1983年袭击了科林托港，此次袭击摧毁了3.2 × 106美制加侖（12,000立方）的燃料。据信该次行动为美国中央情报局指挥，由海豹部隊负责执行。

## 国际关系

### 友好城市
- 不来梅，德国[11]
- 科隆，德国
- 利物浦，英国
- 波特兰，美国